# Úszás az 1980. évi nyári olimpiai játékokon
Az 1980. évi nyári olimpiai játékok úszóversenyein huszonhat versenyszámban avattak olimpiai bajnokot. A program az előző, 1976. évi olimpia műsorához képest nem változott.

## Éremtáblázat
(A táblázatokban a rendező ország csapata és a magyar csapat eltérő háttérszínnel, az egyes számoszlopok legmagasabb értéke, vagy értékei vastagítással kiemelve.)
| Az 1980. évi nyári olimpiai játékok éremtáblázata úszásban | Az 1980. évi nyári olimpiai játékok éremtáblázata úszásban | Az 1980. évi nyári olimpiai játékok éremtáblázata úszásban | Az 1980. évi nyári olimpiai játékok éremtáblázata úszásban | Az 1980. évi nyári olimpiai játékok éremtáblázata úszásban | Olimpia  |
| ---------------------------------------------------------- | ---------------------------------------------------------- | ---------------------------------------------------------- | ---------------------------------------------------------- | ---------------------------------------------------------- | -------- |
|                                                            | Ország                                                     | Arany                                                      | Ezüst                                                      | Bronz                                                      | Összesen |
| 1.                                                         | NDK (GDR)                                                  | 12                                                         | 10                                                         | 8                                                          | 30       |
| 2.                                                         | Szovjetunió (URS)                                          | 8                                                          | 9                                                          | 5                                                          | 22       |
| 3.                                                         | Svédország (SWE)                                           | 2                                                          | 2                                                          | 1                                                          | 5        |
| 4.                                                         | Ausztrália (AUS)                                           | 2                                                          | 0                                                          | 5                                                          | 7        |
| 5.                                                         | Nagy-Britannia (GBR)                                       | 1                                                          | 3                                                          | 1                                                          | 5        |
| 6.                                                         | Magyarország (HUN)                                         | 1                                                          | 2                                                          | 1                                                          | 4        |
|                                                            |                                                            |                                                            |                                                            |                                                            |          |
| 7.                                                         | Brazília (BRA)                                             | 0                                                          | 0                                                          | 1                                                          | 1        |
| 7.                                                         | Dánia (DEN)                                                | 0                                                          | 0                                                          | 1                                                          | 1        |
| 7.                                                         | Hollandia (NED)                                            | 0                                                          | 0                                                          | 1                                                          | 1        |
| 7.                                                         | Lengyelország (POL)                                        | 0                                                          | 0                                                          | 1                                                          | 1        |
| 7.                                                         | Spanyolország (ESP)                                        | 0                                                          | 0                                                          | 1                                                          | 1        |
|                                                            |                                                            |                                                            |                                                            |                                                            |          |
| Összesen                                                   | Összesen                                                   | 26                                                         | 26                                                         | 26                                                         | 78       |

## Férfi
Férfi úszásban tizenhárom – tizenegy egyéni és két váltó – versenyszámot írtak ki.

### Éremtáblázat
| Az 1980. évi nyári olimpiai játékok éremtáblázata férfi úszásban | Az 1980. évi nyári olimpiai játékok éremtáblázata férfi úszásban | Az 1980. évi nyári olimpiai játékok éremtáblázata férfi úszásban | Az 1980. évi nyári olimpiai játékok éremtáblázata férfi úszásban | Az 1980. évi nyári olimpiai játékok éremtáblázata férfi úszásban | Olimpia  |
| ---------------------------------------------------------------- | ---------------------------------------------------------------- | ---------------------------------------------------------------- | ---------------------------------------------------------------- | ---------------------------------------------------------------- | -------- |
|                                                                  | Ország                                                           | Arany                                                            | Ezüst                                                            | Bronz                                                            | Összesen |
| 1.                                                               | Szovjetunió (URS)                                                | 7                                                                | 7                                                                | 3                                                                | 17       |
| 2.                                                               | Svédország (SWE)                                                 | 2                                                                | 1                                                                | 1                                                                | 4        |
| 3.                                                               | Magyarország (HUN)                                               | 1                                                                | 2                                                                | 1                                                                | 4        |
| 3.                                                               | NDK (GDR)                                                        | 1                                                                | 2                                                                | 1                                                                | 4        |
| 5.                                                               | Nagy-Britannia (GBR)                                             | 1                                                                | 1                                                                | 1                                                                | 3        |
| 6.                                                               | Ausztrália (AUS)                                                 | 1                                                                | 0                                                                | 4                                                                | 5        |
|                                                                  |                                                                  |                                                                  |                                                                  |                                                                  |          |
| 7.                                                               | Brazília (BRA)                                                   | 0                                                                | 0                                                                | 1                                                                | 1        |
| 7.                                                               | Spanyolország (ESP)                                              | 0                                                                | 0                                                                | 1                                                                | 1        |
|                                                                  |                                                                  |                                                                  |                                                                  |                                                                  |          |
| Összesen                                                         | Összesen                                                         | 13                                                               | 13                                                               | 13                                                               | 39       |

### Érmesek
- WR – világrekord
- OR – olimpiai rekord

| Az 1980. évi nyári olimpiai játékok érmesei férfi úszásban | |          | |          |                                                                                  |          |
| Versenyszám                                                | Arany | Arany    | Ezüst | Ezüst    | Bronz                                                                            | Bronz    |
| 100 m gyors                                                | Jörg Woithe · NDK (GDR) | 50,40    | Per Holmertz · Svédország (SWE)                                                                                       | 50,91    | Per Johansson · Svédország (SWE)                                                 | 51,29    |
| 200 m gyors                                                | Szergej Kopljakov · Szovjetunió (URS) | 1:49,81  | Andrej Krilov · Szovjetunió (URS)                                                                                     | 1:50,76  | Graeme Brewer · Ausztrália (AUS)                                                 | 1:51,60  |
| 400 m gyors                                                | Vlagyimir Szalnyikov · Szovjetunió (URS) | 3:51,31  | Andrej Krilov · Szovjetunió (URS)                                                                                     | 3:53,24  | Ivar Stukolkin · Szovjetunió (URS)                                               | 3:53,95  |
| 1500 m gyors                                               | Vlagyimir Szalnyikov · Szovjetunió (URS) | 14:58,27 | Alekszandr Csajev · Szovjetunió (URS)                                                                                 | 15:14,30 | Max Metzker · Ausztrália (AUS)                                                   | 15:14,49 |
| 100 m hát                                                  | Bengt Baron · Svédország (SWE) | 56,53    | Viktor Kuznyecov · Szovjetunió (URS)                                                                                  | 56,99    | Volodimir Dolhov · Szovjetunió (URS)                                             | 57,63    |
| 200 m hát                                                  | Wladár Sándor · Magyarország (HUN) | 2:01,93  | Verrasztó Zoltán · Magyarország (HUN)                                                                                 | 2:02,40  | Mark Kerry · Ausztrália (AUS)                                                    | 2:03,14  |
| 100 m mell                                                 | Duncan Goodhew · Nagy-Britannia (GBR) | 1:03,44  | Arsens Miskarovs · Szovjetunió (URS)                                                                                  | 1:03,82  | Peter Evans · Ausztrália (AUS)                                                   | 1:03,96  |
| 200 m mell                                                 | Robertas Žulpa · Szovjetunió (URS) | 2:15,85  | Vermes Albán · Magyarország (HUN)                                                                                     | 2:16,93  | Arsen Miskarovs · Szovjetunió (URS)                                              | 2:17,28  |
| 100 m pillangó                                             | Pär Arvidsson · Svédország (SWE) | 54,92    | Roger Pyttel · NDK (GDR)                                                                                              | 54,94    | David López-Zubero · Spanyolország (ESP)                                         | 55,13    |
| 200 m pillangó                                             | Szerhij Feszenko · Szovjetunió (URS) | 1:59,76  | Phil Hubble · Nagy-Britannia (GBR)                                                                                    | 2:01,20  | Roger Pyttel · NDK (GDR)                                                         | 2:01,39  |
| 400 m vegyes                                               | Alekszandr Szidorenko · Szovjetunió (URS) | 4:22,89  | Szerhij Feszenko · Szovjetunió (URS)                                                                                  | 4:23,43  | Verrasztó Zoltán · Magyarország (HUN)                                            | 4:24,24  |
| 4 × 200 m gyorsváltó                                       | Szovjetunió (URS) · Szergej Kopljakov · Vlagyimir Szalnyikov · Ivar Stukolkin · Andrej Krilov · Szergej Ruszin* · Szerhij Kraszjuk* · Jurij Priszekin* | 7:23,50  | NDK (GDR) · Frank Pfütze · Jörg Woithe · Detlev Grabs · Rainer Strohbach · Frank Kühne*                               | 7:28,60  | Brazília (BRA) · Jorge Fernandes · Marcus Mattioli · Cyro Delgado · Djan Madruga | 7:29,30  |
| 4 × 100 m vegyes váltó                                     | Ausztrália (AUS) · Mark Kerry · Peter Evans · Mark Tonelli · Neil Brooks                                                                               | 3:45,70  | Szovjetunió (URS) · Viktor Kuznyecov · Arsens Miskarovs · Jevgenyij Szeregyin · Szergej Kopljakov · Szerhij Kraszjuk* | 3:45,92  | Nagy-Britannia (GBR) · Gary Abraham · Duncan Goodhew · David Lowe · Martin Smith | 3:47,71  |

* - a versenyző csak az előfutamban vett részt, így nem kapott érmet

## Női
Női úszásban tizenhárom – tizenegy egyéni és két váltó – versenyszámot írtak ki.

### Éremtáblázat
| Az 1980. évi nyári olimpiai játékok éremtáblázata női úszásban | Az 1980. évi nyári olimpiai játékok éremtáblázata női úszásban | Az 1980. évi nyári olimpiai játékok éremtáblázata női úszásban | Az 1980. évi nyári olimpiai játékok éremtáblázata női úszásban | Az 1980. évi nyári olimpiai játékok éremtáblázata női úszásban | Olimpia  |
| -------------------------------------------------------------- | -------------------------------------------------------------- | -------------------------------------------------------------- | -------------------------------------------------------------- | -------------------------------------------------------------- | -------- |
|                                                                | Ország                                                         | Arany                                                          | Ezüst                                                          | Bronz                                                          | Összesen |
| 1.                                                             | NDK (GDR)                                                      | 11                                                             | 8                                                              | 7                                                              | 26       |
| 2.                                                             | Szovjetunió (URS)                                              | 1                                                              | 2                                                              | 2                                                              | 5        |
| 3.                                                             | Ausztrália (AUS)                                               | 1                                                              | 0                                                              | 1                                                              | 2        |
|                                                                |                                                                |                                                                |                                                                |                                                                |          |
| 4.                                                             | Nagy-Britannia (GBR)                                           | 0                                                              | 2                                                              | 0                                                              | 2        |
| 5.                                                             | Svédország (SWE)                                               | 0                                                              | 1                                                              | 0                                                              | 1        |
|                                                                |                                                                |                                                                |                                                                |                                                                |          |
| 6.                                                             | Dánia (DEN)                                                    | 0                                                              | 0                                                              | 1                                                              | 1        |
| 6.                                                             | Hollandia (NED)                                                | 0                                                              | 0                                                              | 1                                                              | 1        |
| 6.                                                             | Lengyelország (POL)                                            | 0                                                              | 0                                                              | 1                                                              | 1        |
|                                                                |                                                                |                                                                |                                                                |                                                                |          |
| Összesen                                                       | Összesen                                                       | 13                                                             | 13                                                             | 13                                                             | 39       |

### Érmesek
| Az 1980. évi nyári olimpiai játékok érmesei női úszásban |                                                                               |            |                                                                                             |         | |         |
| Versenyszám                                              | Arany                                                                         | Arany      | Ezüst                                                                                       | Ezüst   | Bronz                                                                                               | Bronz   |
| 100 m gyors                                              | Barbara Krause · NDK (GDR)                                                    | 54,79      | Caren Metschuck · NDK (GDR)                                                                 | 55,16   | Ines Diers · NDK (GDR)                                                                              | 55,65   |
| 200 m gyors                                              | Barbara Krause · NDK (GDR)                                                    | 1:58,33    | Ines Diers · NDK (GDR)                                                                      | 1:59,64 | Carmela Schmidt · NDK (GDR)                                                                         | 2:01,44 |
| 400 m gyors                                              | Ines Diers · NDK (GDR)                                                        | 4:08,76    | Petra Schneider · NDK (GDR)                                                                 | 4:09,16 | Carmela Schmidt · NDK (GDR)                                                                         | 4:10,86 |
| 800 m gyors                                              | Michelle Ford · Ausztrália (AUS)                                              | 8:28,90    | Ines Diers · NDK (GDR)                                                                      | 8:32,55 | Heike Dähne · NDK (GDR)                                                                             | 8:33,48 |
| 100 m hát                                                | Rica Reinisch · NDK (GDR)                                                     | 1:00,86    | Ina Kleber · NDK (GDR)                                                                      | 1:02,07 | Petra Riedel · NDK (GDR)                                                                            | 1:02,64 |
| 200 m hát                                                | Rica Reinisch · NDK (GDR)                                                     | 2:11,77    | Cornelia Polit · NDK (GDR)                                                                  | 2:13,75 | Birgit Treiber · NDK (GDR)                                                                          | 2:14,14 |
| 100 m mell                                               | Ute Geweniger · NDK (GDR)                                                     | 1:10,22    | Elvira Vaszilkova · Szovjetunió (URS)                                                       | 1:10,41 | Susanne Nielsson · Dánia (DEN)                                                                      | 1:11,16 |
| 200 m mell                                               | Lina Kačiušytė · Szovjetunió (URS)                                            | 2:29,54 OR | Szvetlana Varganova · Szovjetunió (URS)                                                     | 2:29,61 | Julija Bogdanova · Szovjetunió (URS)                                                                | 2:32,39 |
| 100 m pillangó                                           | Caren Metschuck · NDK (GDR)                                                   | 1:00,42    | Andrea Pollack · NDK (GDR)                                                                  | 1:00,90 | Christiane Knacke · NDK (GDR)                                                                       | 1:01,44 |
| 200 m pillangó                                           | Ines Geissler · NDK (GDR)                                                     | 2:10,44    | Sybille Schönrock · NDK (GDR)                                                               | 2:10,45 | Michelle Ford · Ausztrália (AUS)                                                                    | 2:11,66 |
| 400 m vegyes                                             | Petra Schneider · NDK (GDR)                                                   | 4:36,29    | Sharron Davies · Nagy-Britannia (GBR)                                                       | 4:46,83 | Agnieszka Czopek · Lengyelország (POL)                                                              | 4:48,17 |
| 4×100 m gyorsváltó                                       | NDK (GDR) · Barbara Krause · Caren Metschuck · Ines Diers · Sarina Hülsenbeck | 3:42,71    | Svédország (SWE) · Carina Ljungdahl · Tina Gustafsson · Agneta Mårtensson · Agneta Eriksson | 3:48,93 | Hollandia (NED) · Conny van Bentum · Wilma van Velsen · Reggie de Jong · Annelies Maas              | 3:49,51 |
| 4×100 m vegyes váltó                                     | NDK (GDR) · Rica Reinisch · Ute Geweniger · Andrea Pollack · Caren Metschuck  | 4:06,67    | Nagy-Britannia (GBR) · Helen Jameson · Maggie Kelly-Hohmann · Ann Osgerby · June Croft      | 4:12,24 | Szovjetunió (URS) · Jelena Kruglova · Elvira Vaszilkova · Alla Griscsenkova · Natalja Sztrunnyikova | 4:13,61 |

## Magyar részvétel
Az olimpián tíz férfi és három női úszó képviselte Magyarországot, akik összesen
- egy első,
- két második,
- egy harmadik,
- egy negyedik,
- két ötödik és
- két hatodik

helyezést értek el, amivel harminc (valamennyit férfi úszásban) olimpiai pontot szereztek. Ez huszonhat ponttal több, mint az előző, 1976. évi olimpián elért eredmény.
A magyar úszók a következő versenyszámokban indultak (zárójelben az elért helyezés, illetve időeredmény):
| Magyar részvétel az 1980. évi nyári olimpiai játékok úszóversenyein |                                                                                      |                           |
| versenyszám                                                         | férfi úszás                                                                          | női úszás                 |
| 100 m gyors                                                         | Mészáros Gábor (54,41)                                                               |                           |
| 400 m gyors                                                         | Nagy Sándor (6. – 3:56,83) Wladár Zoltán (3:58,37)                                   |                           |
| 1500 m gyors                                                        | Nagy Sándor (15:34,84) Wladár Zoltán (7. – 15:26,70)                                 |                           |
| 100 m hát                                                           | Rudolf Róbert (1:00,85) Verrasztó Zoltán (58,57) Wladár Sándor (5. – 57,84)          | Fodor Ágnes (1:05,47)     |
| 200 m hát                                                           | Rudolf Róbert (2:08,13) Verrasztó Zoltán (2. – 2:02,40) Wladár Sándor (1. – 2:01,93) | Fodor Ágnes (2:23,56)     |
| 100 m mell                                                          | Dzvonyár János (5. – 1:04,67) Vermes Albán (1:05,23)                                 | Kindl Gabriella (1:14,33) |
| 200 m mell                                                          | Dzvonyár János (2:24,43) Vermes Albán (2. – 2:16,93)                                 | Kindl Gabriella (2:44,08) |
| 100 m pillangó                                                      | Mészáros Gábor (56,89)                                                               | Miklósfalvi Éva (1:03,17) |
| 200 m pillangó                                                      | Mészáros Gábor (2:05,01)                                                             | Miklósfalvi Éva (2:17,32) |
| 400 m vegyes                                                        | Hargitay András (4. – 4:24,48) Sós Csaba (4:29,69) Verrasztó Zoltán (3. – 4:24,24)   |                           |
| 4×100 m vegyes váltó                                                | (6. – 3:50,29) Dzvonyár János Mészáros Gábor Verrasztó Zoltán Wladár Sándor          |                           |